# José María Casanovas
José María Casanovas Magrí (Barcelona, 1934 - 14 de marzo de 2009) fue un historietista español. 

## Biografía
Era hijo de Pedro Casanovas Puig (San Andrés de Palomar), que jugó como portero algunos partidos con el Fútbol Club Barcelona en 1927-1928; y de Francisca Magrí Bellet (Lérida). José María Casanovas Magrí, aunque nacido en el barrio de Sants, vivió toda su infancia en San Adrián de Besós y Badalona, estando domiciliado en el barrio de Artigas de Badalona desde 1940 a 1997. Después vivió en Barcelona capital y en Premiá de Mar. Murió en el Hospital de Mataró el 13 de marzo de 2009, y fue enterrado en el Cementerio de Badalona. 
En 1964 se casó con María Jesús Rojas López (Córdoba, 1939), que años después realizó diversas exposiciones de pintura, naciendo sus hijos Daniel en 1965, y en 1966 José Mª (José Casanovas Rojas), que es también dibujante de comics e ilustrador. 
José Mº Casanovas había efectuado estudios de Comercio- Perito Mercantil-, y trabajó como mecánico en la Sección de Reparaciones de la Fábrica Textil "Lacombe Baurier" de San Adrián de Besós hasta que, tras cumplir su servicio militar en la Maestranza de Artillería de San Andrés, se dedicó profesionalmente al dibujo de tebeos.Su primer contacto profesional fue el portadista Chacopino. Aunque también mantuvo contactos con Sanchís.

### Carrera profesional
José María Casanovas comenzó su carrera en 1957 con una breve historia sobre la abducción por extraterrestres de un soldado norteamericano, trabajando después en la serie El pequeño mundo, que se publicaron en la revista "Futuro" de Ediciones Cliper y en el serial SuperFuerte de Editorial Ferma. Tras tantear ya en esta última editorial los relatos históricos, dibujando una serie de biografías, entre las cuales las de Napoleón, Colón, Madame Curie, Julio César, Aníbal, Davy Crockett y Buffalo Bill, pasó a Bruguera, donde realizó en solitario una serie de cuadernos de enlace de "El Jabato", supliendo a Darnís y Jaime Juez (Xirinius), y se dedicó a la novelita romántica, en boga en aquellos tiempos. 
Más tarde, realizó "La Casita de Chocolate", la serie de "Pollyana",  aparte alguna historieta de El Capitán Trueno. Para Bruguera, realizó también la parte gráfica de la biografía del Padre Claret, y la adaptación de clásicos literarios para las colecciones "Historias Selección" y "Joyas Literarias Juveniles": "Historia de dos ciudades" de Charles Dickens, "Las Indias Negras" de Julio Verne, "El sabueso de los Baskerville" de Arthur Conan Doyle, y "Un descubrimiento prodigioso" de Julio Verne. 
En 1968 realizó la serie de postales protagonizadas por el personaje del niño "DANI". Y en 1970 realizó diversas ilustraciones de tipo sadomasoquista para cajas de cerillas en Estados Unidos protagonizadas por el personaje de la chica pistolera "SAMANTHA". 
Trabajó sobre todo para el mercado exterior, en especial para Inglaterra, donde realizó numerosas series de Colegialas y sobre animales parcialmente humanizados ("Inki", "Nat the Cat"), géneros en los cuales estuvo prácticamente encasillado muchos años, junto con comedias al estilo inglés sobre familias enfrentadas ("La Guerra de los Rosales") o personajes pintorescos ("Dora Dogsbody"); mientras a la par realizó ilustraciones comerciales para "Martini-Rossi", y cuatro episodios de "Peter Paper" para Italia, supliendo a Buzzelli, serie erótica-cómica luego publicada en España como "Paco Pito". 
Más tarde empezó a realizar trabajos de ciencia-ficción para Inglaterra, sobre todo en la revista "2000 AD", y para Escocia novelitas de la serie "Starblazer", donde su hijo Daniel realizó guiones y donde se inició como dibujante profesional con su propia firma su hijo José Casanovas Rojas, que antes fue ayudante de José Mª Casanovas Magrí desde los 14 años y durante siete. Realizó episodios de "Max Normal" y de "Judge Dreed", así como diversos relatos de "Future Shocks", y la serie "Robo Hunter", que coloreó su hijo José Casanovas Rojas. 
Mientras siguió realizando series de comedia con animales como Pension Woefmiauw (Pensión GuauMiau) en la revista holandesa para niñas "Tina", realizando diversos trabajos de ilustración de Espada y Brujería con toques de erotismo y de ciencia-ficción. 
Durante la primera mitad de los 90 realizó diversos episodios del personaje de videojuegos "SONIC". 
Para Finlandia desarrolló la versión escandinava de "The Phantom"- "El Hombre Enmascarado"- durante varios años de la década de los 90. 
Durante varios años posteriores al 2000 realizó la postal navideña del sindicato bancario FEC, con la ayuda infográfica de su hijo José Casanovas Rojas, para ensamblar las multitudinarias caricaturas realizadas por separado, a modo de un pesebre con muchos personajes, en un escenario virtual. 
Su último trabajo profesional fue Geisterjäger John Sinclair (2004-2008) para el mercado alemán.Estuvo activo como dibujante profesional hasta un año antes de su muerte, pese a haberse jubilado. 
José Mº Casanovas Magrí escribió también unos cuantos guiones de comic, algunos realizados por él mismo, en temporadas de escasez de la faena, como la mayor parte de dibujantes; y pintó una serie de cuadros al óleo de diversos tipos; e infinidad de caricaturas a bolígrafo de los famosos que salían en la tele, en especial del mundo local catalán, generalmente con leyendas en bocadillo que glosaban la personalidad del caricaturizado. 
En los años 80 realizó, junto con su esposa e hijos, en equipo, cuadros abstractos decorativos en serie para casas de decoración y de muebles. Durante diez años dio clases particulares de dibujo y comic por donde pasaron decenas de niños y niñas y jóvenes de Badalona y San Adrián de Besós.

## Obra
| Años      | Título | Guionista                    | Tipo        | Publicación |
| --------- | --- | ---------------------------- | ----------- | --- |
| 1957      | El pequeño mundo | Ricardo Acedo                | Serial      | Futuro |
| 1958      | SuperFuerte |                              | Serial      | Ferma |
| 1959      | Napoleón, "Madame Curie", Colón", "Carlos V", "Julio César", "Aníbal", "Davy Crockett", "Buffalo Bill", "Juana de Arco". | Salvador Dulcet              | Monografías | Ferma: Juvenil / Amarilla "El Jabato" Serie Bruguera |
| 1960      | El Capitán Trueno |                              | Serie       | El Capitán Trueno Extra Bruguera |
| 1966-1969 | "La Casita de Chocolate"                                                                                                 |                              | Monografía  | Bruguera "Pollyana" Serie Monografías Bruguera |
| 1969?     | San Antonio María Claret                                                                                                 |                              | Monografía  | Bruguera: Historias Selección / Historia y Biografías, núm. 35 |
| 1970      | Historia de dos ciudades                                                                                                 | Armonía Rodríguez            | Monografía  | Bruguera: Joyas Literarias Juveniles, núm. 3 |
| 1975      | Las Indias Negras | José Antonio Vidal Sales     | Monografía  | Bruguera: Joyas Literarias Juveniles, núm. 131 1974-1976 Cuatro episodios -novelitas- de "Peter Paper" ("Paco Pito") (Italia) |
| 1978      | Un descubrimiento prodigioso                                                                                             | José Manuel González Cremona | Monografía  | Bruguera: Joyas Literarias Juveniles, núm. 194 |
|           | Pension Woefmiauw |                              | Serie       | Tina, Jana en 1983 |
| 1982      | El perro de los Baskerville                                                                                              | Pascual Fernández            | Monografía  | Bruguera: Joyas Literarias Juveniles, núm. 247 1980-1990: "Max Normal", "Judge Dreed", "Future Shocks" Revista "2000 AD" (Gran Bretaña) Decenas de novelitas de "STARBLAZER" (Escocia). "SONIC" (Gran Bretaña). "The Phantom" (Finlandia). |
| 2004-2005 | Geisterjäger John Sinclair                                                                                               |                              | Serial      | Bastei Verlag |